# Callipia flagrans
Callipia flagrans là một loài bướm đêm trong họ Geometridae.